# 福贡龙竹
福贡龙竹（学名：Dendrocalamus fugongensis）为禾本科牡竹属下的一个种。

## 扩展阅读
- 維基物種上的相關：福贡龙竹